# Миддендорфия
Миддендо́рфия (лат. Middendorfia) — монотипный род цветковых растений семейства Дербенниковые (Lythraceae). Единственный вид — Миддендорфия днепровская (Middendorfia borysthenica): травянистое растение, распространённое в Европе и Западной Сибири.
Род назван в честь российского путешественника и естествоиспытателя Александра Фёдоровича Миддендорфа (1815—1894). Видовой эпитет единственного вида образован от древнегреческого названия реки Днепр — Борисфен (др.-греч. Βορυσθένης).

## Распространение
Естественный ареал рода охватывает север Африки (Марокко, Алжир и Тунис), южную и центральную часть Европы (Грецию, Испанию, Италию, Португалию, Францию), европейскую и азиатскую части Турции, Украину, европейскую часть России и Западную Сибирь, а также Казахстан и Монголию. Растение встречается на песчаных и галечных берегах водоёмов, на солонцеватых песчаных почвах, на пойменных лугах.

## Биологическое описание
Миддендорфия днепровская — однолетнее травянистое растение высотой от 2 до 15 см. Растения — с очень короткими отстоящими волосками, в нижней части иногда голые. Стебель прямостоячий либо восходящий длиной 15 см. Листья сидячие, цельные, цельнокрайные, могут быть как супротивными, так и очерёдными, длиной от 5 до 20 мм; листовые пластинки обратнояйцевидные либо ланцетно-яйцевидные.
Цветки мелкие (длиной от 2 до 4 мм), пазушные, обычно одиночные (реже по два), почти сидячие, обоеполые, с мелкими, почти нитевидными прицветниками. Чашечка сростнолистная, длиной от 2 до 3 мм (изредка 4 мм), чашевидная (ширококолокольчатая), состоящая из 12 зубцов — шести треугольных прямостоячих и шести узких, отклонённых наружу (по другой информации — с пятью или шестью треугольными прямостоячими зубцами и таким же количеством расположенных между ними более или менее отклонёнными зубцевидными придатками, более узкими по сравнению с зубцами). Венчик недоразвит, обычно полностью отсутствует; но иногда у цветков бывает от одного до шести лепестков пурпурного цвета, каждый длиной до 2 мм. Тычинок шесть, они прикреплены у основания чашечки. Завязь верхняя, с коротким столбиком (длиной около 0,5 мм) и головчатым рыльцем.
Плод — округлая многосеменная коробочка с двумя гнёздами, раскрывается на верхушке четырьмя зубцами. Семена — тупотреугольной формы, с одной стороны вогнутые, длиной от 0,3 до 0,4 мм.
Число хромосом: 2n = 30.

## Таксономия и систематика
Вид был впервые описан в 1822 году под названием Peplis borysthenica немецким ботаником на русской службе Маршалом фон Биберштейном и немецким ботаником Францем Шранком во 2-й части 5-го тома выходившего в Йене журнала Flora oder Botanische Zeitung. Типовой экземпляр — из поймы Днепра (ad Borysthenem).
В литературе единственный вид рода нередко относят к роду Дербенник (Lythrum), в этом случае его правильным названием считается Lythrum borysthenicum (M.Bieb. ex Schrank) Litv. [Дербенник днестровский].

## Синонимы
В источниках, считающих правильным названием вида Middendorfia borysthenica, в синонимику вида включены следующие названия:
- Ammania borysthenica (M.Bieb. ex Schrank) DC.
- Lythrum borysthenicum (M.Bieb. ex Schrank) Litv.
- Lythrum nummularium Lois. var. borysthenica (M.Bieb. ex Schrank) Koehne
- Peplis borysthenica M.Bieb. ex Schrankbasionym

В источниках, считающих правильным названием вида Lythrum borysthenicum, в синонимику вида включены следующие названия:
- Ammannia boraei Guépin
- Lythrum boraei (Guépin) Klokov
- Lythrum borysthenicum var. erectum (Req. ex Moris) O.Bolòs & Vigo
- Lythrum loiseleurii f. borysthenicum (M.Bieb. ex Schrank) Rouy & E.G.Camus
- Middendorfia borysthenica (M.Bieb. ex Schrank) Trautv.
- Middendorfia erecta (Req. ex Moris) Tacik
- Middendorfia hamulosa Trautv.
- Peplis boraei (Guépin) Jord.
- Peplis borysthenica M.Bieb. ex Schrankbasionym
- Peplis erecta Req. ex Moris
- Portula nummulariifolia Fourr.
- Portula timeroyi Fourr.